# Cafeïne
«Cafeïne» (Кофеїн) — французький рок-гурт напрямку прогресивний рок. Cafeïne грає глибоку прог-рокову музику з сильним впливом музики цього жанру сімдесятих років. Стандартний прог-роковий склад доповнюють флейта, скрипка та фагот. Cafeïne сподобається любителям європейського прог-року з впливом французького симфонічного прога сімдесятих. Музика неймовірно надихаюча, барвиста, з симфонічним аранжуванням, чудовою мелодикою. З огляду на вражаючу техніку та відчуття мелодії, цей гурт перегукується з найкращими роботами французького гурту Atoll й англійських Genesis або Yes. Сильні сторони: вокал (особливо в другому альбомі), складні та витончені клавішні партії, технічна майстерність музикантів, мелодії та натхнення (красива французька лірика).

## Біографія
Гурт утворився у 1988 році. Тодішній склад був наступним: Patrick Jobart (гітара), колишній лідер легендарного гурту Ma Banlieue Flasque Christophe Houssin (клавішні), Laurent Houssin (бас-гітара), Bertrand Peyrat (ударні), Jean Chiriaux (вокал). Рідні брати Крістоф і Лоран є також племінниками Патріка, так що цей колектив був майже родинним. Таким склад був до 1990 року, коли з виходом з гурту басиста, барабанщика і вокаліста, родинний склад розпався ... але утворився інший з приходом Jean-Christophe Lamoureux (бас-гітара) і Hervé Morel (ударні). Залишалася проблема вокаліста, відсутність якого заважає роботі гурту. Дехто з музикантів "випробував", цю роль, але надовго в ній не затримувався… У 1992 році Кофеїн отримав можливість мікшувати інструментальні композиції з нового альбому («Delenda Est» і «La Citadelle»), а також пробна версія «April Thème» була написана, та в якій співав Патрік.
Однак, Кофеїн, нарешті, знаходить співака влітку 1993 року, ним був Philippe Ladousse. Це те, що було потрібно, щоб вдихнути бойовий дух у колектив і продовжити запис в кінці 1993 року іншої частини компакт-диска. У кінці лютого альбом був готовий.

## Альбом La Citadelle, 1994
"La Citadelle" це дуже зріла робота, яка показує велику та різноманітну палітра впливів: від середньовічної музики до джаз-року, через прогресивний рок і французький шансон з різним способом впливу. Альбом видав лейбл MSI Distribution.

### Композиції
1 — La Cour Des Miracles 11'25

2 — Insomnies 9'10

3 — Delenda Est 6'57

4 — April Thème 9'48

5 — La Citadelle 2'50

6 — Postérité Partie I & II 15'42
Загальний час звучання 55:52

### Музиканти
— Christophe Houssin / клавішні 

— Patrick Jobard / гітари, лідируючий (у 4) та бек-вокал  

— Philippe Ladousse / лідируючий (крім 4) та бек-вокал 

— Jean-Christophe Lamoreux / бас-гітара, ситар 

— Herve Morel / барабани і перкусія

### Гості
— Charly Guillon / гобой 

— Nathalie Lefebre / флейта 

— Benoit Tremolieres / ірландська волинка

## Альбом Nouveaux Mondes, 2000
Виданий у 2000 році лейблом Musea Records, «Nouveaux Mondes» (що означає «Нові Світи»), довгоочікуваний новий альбом має більший успіх, ніж перший і є дуже хорошим представником духу відродження французької прогресивної сцени. У цьому альбомі знову є довгі інструментальні пасажі та багатство класичної оркестровки поряд із впливами, починаючи від року до фольку, і від ф'южн до бароко. Тематично альбом  охоплює різні аспекти: від повітря до матерії, історії любові і людина, яка завойовує простір. Кофеїн розумно оточує себе кількома особистостями французької прогресивної сцени. Цей концептуальний альбом присвячений дослідженню питань завоювань чи відкриттів, реальних чи уявних у різних сферах людського існування. Цікаво, що концепції відкриття чи завоювання торкається інший симфо-прог гурт XII Alfonso у своєму другому альбомі Odyssees, виданому також у 2000 році. Як цей факт прокоментував оглядач Musea "великі уми міркують однаково".

### Композиції
1 — Hubble 7'04

2 — L'or Des Indes 8'45

3 — Voler En Eclat 8'09

4 — Les Conquérants 3'11

5 — Don Juan 8'17

6 — Atomik 5'52

7 — Alexandre 9'49

8 — My Only Quest 4'33

9 — Cathédrale 10'44
Загальний час звучання 66:23

### Музиканти
— Christophe Houssin / клавішні 

— Patrick Jobard / гітара  

— Jean-Christophe Lamoreux / бас-гітара 

— Régis Bravi / барабани

### Гості
— Christian Decamps (Ange) 

— Sonia Nédélec & Jean-Baptiste Ferracci (Minimum Vital) 

— Cyril Grimaud (Hauteville) 

— Pierre-Yves Theurillat (Galaad) 

— Julie Vander  (Magma)